# Gornji Svilaj
Gornji Svilaj es un pueblo de la municipalidad de Odžak, en el cantón de Posavina, Bosnia y Herzegovina.

## Superficie
Posee una superficie de 16,74 kilómetros cuadrados.

## Demografía
Hasta 2013 la población era de 673 habitantes, con una densidad de población de 40,2 habitantes por kilómetro cuadrado.